# Feliz
Feliz es un municipio brasileño del estado de Rio Grande do Sul.
Su economía se basa principalmente en la producción de calzados y la agricultura. Su población estimada para el año 2016 era de 13.208 habitantes, formada principalmente por alemanes. 
El bilingüismo alemán-portugués, hace parte de la vida en esa región desde su fundación en el año 1846. El dialecto minoritario prevalente es el Riograndenser Hunsrückisch, por su vez basado en el Hunsrücker Platt, una antigua variación autóctone del alemán hablado en el Hunsrück (en los estados de Rheinland-Pfalz y Saarland), en el sudoeste de Alemania.